# Almanach 44
Almanach 44 est un album spécial du journal Spirou paru en décembre 1943 pour contourner l'interdiction de parution de l'hebdomadaire.

## Historique
En septembre 1943, l'occupant allemand interdit la publication du journal Spirou. Les éditions Dupuis obtiennent une autorisation en novembre 1943 pour publier un album spécial qu'il nomme L'Espiègle au grand cœur. Le mois suivant, ils ressortent un nouveau numéro intitulé Almanach 44 avec l'idée de faire un journal mensuel. Les Allemands comprennent le subterfuge et interdisent définitivement la parution du journal qui ne ressortira qu'au moment de la libération de la Belgique.